# ニコニコ電話
ニコニコ電話（ニコニコでんわ）とは、かつてニワンゴが提供していた、ニコニコ内のサービスの1つである。

## 概要
ニコニコ電話は、プレミアム会員限定でニコニコ生放送の出演者と携帯電話で対話することができるサービスで、2010年2月8日にサービス開始。対応機器はNTTドコモ端末のみ。
ニコニコ生放送をニコ生モバイルアプリで視聴すると対応する番組で「ニコニコ電話に参加する？」メッセージが表示され、「参加する」を選択すると抽選が行われる。そして、当選すると「あなたがニコニコ電話に選ばれました」メッセージが表示され、30秒間電話をかけることができる。通話音声は他視聴者にも公開され、通話料はユーザーが負担する。
iモード版は「コミュニティ/SNS」からアクセス可能。EZweb版やYahoo!ケータイ版への対応予定は未定であった。
また、ユーザー生放送でニコニコ電話をするとその回数によって獲得することができるスタンプ「ニコ電100人できるかな」がLv1-Lv6まで存在したほか、ニコニコ電話を使った生放送をすると獲得できるスタンプ「ニコ電放送」がLv1-Lv4、初めてニコニコ電話に申し込むと獲得できるスタンプ「はじめてのニコ電」も存在した。
2014年1月23日、ニコニコ電話はサービスを終了した。